# Lathys jubata
Lathys jubata là một loài nhện trong họ Dictynidae.
Loài này thuộc chi Lathys. Lathys jubata được J. Denis miêu tả năm 1947.